# Wesmaelius magnus
Wesmaelius magnus is een insect uit de familie van de bruine gaasvliegen (Hemerobiidae), die tot de orde netvleugeligen (Neuroptera) behoort. 
Wesmaelius magnus is voor het eerst wetenschappelijk beschreven door Kimmins in 1928.